# Babadag
Babadag (in turco Babadağ) è una città della Romania di 10 146 abitanti, ubicata nel distretto di Tulcea, nella regione storica della Dobrugia. 
Il toponimo, che in turco significa la montagna del padre, trarrebbe però origine dal nome del derviscio Baba Sari Saltuk, del quale si racconta che abbia condotto nel XIII secolo un gruppo di Turcomanni in Dobrugia, per insediarsi nell'area della città attuale.
Nei pressi di Babadag l'Esercito romeno gestisce uno dei più grandi campi d'addestramento militare e poligoni di tiro d'Europa, con una superficie complessiva di 270 km²; il campo ospita anche l'addestramento dei militari americani di stanza a Mihail Kogălniceanu.